# Murenoszczukowate
Murenoszczukowate (Muraenesocidae) – rodzina morskich ryb węgorzokształtnych (Anguilliformes). Mają dużą wartość użytkową.

## Występowanie
Strefa tropikalna Oceanu Indyjskiego, Spokojnego i Atlantyckiego, również w wodach słonawych lagun, zalewów i estuariów; spotykane w dolnym biegu rzek.

## Cechy charakterystyczne
Ciało bardzo wydłużone, bez łusek, w przedniej części okrągłe w przekroju, w pozostałej cylindryczne, w części ogonowej bocznie ścieśnione. Bardzo długi otwór gębowy, sięgający poza oczy. Dobrze rozwinięte zęby, szczególnie kłowe – ostre i mocne, ułożone w różnych ugrupowaniach na szczęce i przy końcu żuchwy. Płetwy piersiowe dobrze rozwinięte, osadzone tuż za głową. Podstawa płetwy grzbietowej rozpoczyna się nad lub nieco przed podstawą płetw piersiowych. Widoczna linia boczna. Liczba kręgów: 120–216.

## Klasyfikacja
Rodzina Muraenesocidae jest słabo zdiagnozowana pod względem taksonomicznym. Zaliczono do niej wiele różnych gatunków ryb węgorzokształtnych o dobrze rozwiniętym uzębieniu, ale część z nich (np. Gavialiceps spp.) przeniesiono do innych rodzin lub ich pozycja jest dyskutowana (np. Oxyconger). Grupa ta wymaga dokładniejszych badań. Na podstawie prac ogłoszonych do stycznia 2019 do tej rodziny zalicza się około 10 gatunków zgrupowanych w rodzajach:
- Congresox Gill, 1890
- Cynoponticus Costa, 1845
- Muraenesox McClelland, 1843
- Oxyconger Bleeker, 1864 – jedynym przedstawicielem jest Oxyconger leptognathus (Bleeker, 1858)
- Sauromuraenesox Alcock, 1889 – jedynym przedstawicielem jest Sauromuraenesox vorax Alcock, 1889

Rodzajem typowym rodziny jest Muraenesox.

### Etymologia nazw
Naukowa nazwa rodziny Muraenesocidae i jej typu nomenklatorycznego Muraenesox pochodzi od połączenia łacińskiego słowa muraena (murena) i greckiego esox (szczupak), co ma wskazywać, podobnie jak nazwa zwyczajowa murenoszczukowate, na podobieństwo do muren i szczupaków, dawniej nazywanych szczukami. 

## Znaczenie gospodarcze
Murenoszczukowate mają mięso tłuste i bardzo cenione, o dużej wartości użytkowej. W krajach Azji Południowo-Wschodniej mają spore znaczenie gospodarcze.